# Nyctemera flavescens
Nyctemera flavescens är en fjärilsart som beskrevs av Pieter Cornelius Tobias Snellen 1863. Nyctemera flavescens ingår i släktet Nyctemera och familjen björnspinnare. Inga underarter finns listade i Catalogue of Life.